# João Pedro Galvão
João Pedro Geraldino dos Santos Galvão (Ipatinga, 9 de março de 1992) é um futebolista que atua como atacante ou meia-atacante. Atualmente, joga no Atlético de San Luis. 
É considerado como ídolo no Cagliari Calcio, da Itália, onde passou a maior parte da carreira, de 2014 a 2022, onde foi capitão, fazendo 272 partidas e marcando 86 gols pelo clube. Venceu a Série B em 2016 e disputou sete temporadas na Série A.
Nascido no Brasil, se naturalizou italiano em 2022 e estreou pela seleção em 24 de março do mesmo ano.

## Carreira

### Atlético Mineiro
Nascido em Ipatinga, Minas Gerais, João Pedro começou nas categorias de base do Atlético Mineiro em abril de 2006, e fez sua estreia competitiva no time principal em 23 de maio de 2010, em jogo contra o Atlético Paranaense . Suas boas atuações levaram o técnico Vanderlei Luxemburgo a escala-lo frequentemente para jogos do Campeonato Brasileiro de entre maio e agosto de 2010, trocando-o também de sua posição original de segundo atacante para a função de meio-campista ofensivo.

### Palermo
No dia 30 de agosto de 2010, o Palermo, clube da Série A, anunciou a assinatura de João Pedro por um contrato de cinco anos.  Ele fez sua estreia em iajajajjaa em um jogo da UEFA Europa League de 2010–11 contra o Sparta Praga . Sua estreia na Serie A aconteceu em 17 de janeiro de 2011, como substituto no segundo tempo para Josip Iličić, na derrota por 1–3 para o Cagliari .
No dia 29 de janeiro de 2011, o Vitória Guimarães anunciou a contratação de João Pedro por empréstimo até o final da temporada. Foi expulso no dia 4 de abril por motivos disciplinares, depois de reagir com raiva ao ser substituído na primeira parte frente ao Sporting CP .
Em 19 de agosto de 2011, o Palermo emprestou João Pedro ao clube uruguaio Peñarol . Ele marcou seis gols em sua passagem por Montevidéu, incluindo dois em 24 de setembro, na vitória por 4 a 0 sobre o vizinho River Plate, que colocou seu time no topo da tabela.

### Santos
João Pedro regressou à sua terra natal no dia 5 de julho de 2012, assinando com o Santos até 2014. O clube comprou 20% de seus direitos econômicos da Traffic Sports Marketing, e teve prioridade para comprar mais 30%.

### Estoril
No dia 1 de julho de 2013, depois de não ter atuado na equipe titular na temporada de 2013, João Pedro rescindiu com o Santos e assinou contrato de um ano com o Estoril . Ele marcou oito gols em sua única temporada completa pelo clube distrital de Lisboa, que terminou em quarto lugar, incluindo dois em 1 de março de 2014, na vitória em casa por 4 a 0 sobre o Olhanense .

### Cagliari

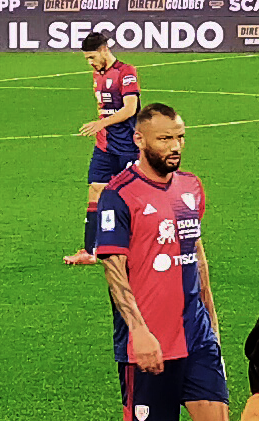
João Pedro em 2022

João Pedro voltou à Série A itáliana a 30 de agosto de 2014, contratado pelo Cagliari por cerca de 1 milhão de euros trocado por Matías Cabrera . O time sofreu rebaixamento em sua primeira temporada, mas João Pedro marcou 13 vezes em 38 jogos sendo campeão da Série B Itáliana de 2015–16, incluindo um hat-trick na vitória em casa por 6–0 sobre o Brescia em 16 de abril.
Em agosto de 2017, João Pedro assinou um novo contrato com duração até 2021. No dia 16 de maio seguinte, ele foi suspenso por seis meses após testar positivo para o diurético hidroclorotiazida, proibido, após uma partida contra o Sassuolo, em fevereiro.
João Pedro assinou um novo contrato em novembro de 2018, com duração até 2022; um ano depois, foi prorrogado até 2023. Em 21 de dezembro de 2019, ele marcou na derrota por 2 a 1 para a Udinese, chegando aos 50 para os sardos, o sétimo maior artilheiro de todos os tempos. Ele terminou em quinto lugar entre os artilheiros do campeonato, com 18 gols, sua melhor campanha.
Com o retorno de Radja Nainggolan ao Inter, João Pedro se tornou o capitão do clube em 2020-21. Em novembro, ele chegou a 200 partidas pelo clube. Seus 16 gols ajudaram o time a evitar o rebaixamento e o colocaram em 10º lugar entre os artilheiros da temporada.
Em 2021-22, João Pedro foi o sétimo artilheiro do campeonato com 13 gols, enquanto o Cagliari foi rebaixado. Isso incluiu os dois gols de um empate de 2 a 2 em casa para o Spezia no jogo de abertura em 23 de agosto, e mais dois gols em 17 de outubro para derrotar a Sampdoria por 3 a 1 no Unipol Domus .

### Fenerbahçe
Em 21 de julho de 2022, João Pedro ingressou no Fenerbahçe, clube turco da Süper Lig, por um contrato de três anos. A taxa foi relatada pela Sky Sport da Itália em € 6,5 milhões.
Após sua passagem por emprestimo pelo Gremio, teve seu contrato rescindido em agosto de 2024.

#### Empréstimo ao Grêmio
No dia 1º de agosto de 2023, o Grêmio anunciou acordo para a contratação de João Pedro, pendente de exames médicos.
Após passagem apagada pelo clube brasileiro, deixou o clube em 31 de Julho de 2024.

### Hull City
Em 26 de Setembro de 2024, foi anunciado pelo Hull City, da Inglaterra.

## Seleção nacional
João Pedro foi internacional juvenil pelo Brasil, e fez parte da seleção sub-17 que disputou o Campeonato Sul-Americano de Futebol Sub-17 de 2009 e a Copa do Mundo Sub-17 da FIFA de 2009. Ele disputou onze partidas com esse time e marcou um gol.
No início de 2021, especulou-se que João Pedro, cidadão italiano por casamento, poderia ser convocado para a seleção italiana . Em novembro daquele ano, ele declarou abertamente seu potencial interesse na oportunidade. Em 5 de janeiro de 2022, a FIFA permitiu que ele jogasse pela Itália. Mais tarde naquele mês, foi formalmente convocado por Roberto Mancini para um campo de treinamento de três dias em Coverciano.
Em 18 de março de 2022, João Pedro foi selecionado por Mancini para os playoffs da Copa do Mundo FIFA de 2022 contra a Macedônia do Norte. Ele fez sua estreia na partida seis dias depois, como substituto no último minuto de Domenico Berardi, na eliminação da Itália por um gol no final do jogo em Palermo.

## Vida pessoal
João Pedro tem dois filhos com  sua esposa italiana, natural de Palermo, que conheceu durante a sua estadia futebolística na Sicília. Em 2017, adquiriu cidadania italiana através do casamento.

## Estilo de Jogo
Tendo começado a carreira como meio campista, João Pedro tornou-se um centroavante conforme foi avançando a carreira, jogando tambem como segundo atacante e meia atacante. No auge, suas caracteristicas incluiam: boa finalização de dentro e fora da área, força física, controle de bola e cobranças de falta.

## Estatísticas de carreira

### Clube
Atualizadas até 10 de julho de 2024.
| Clube                    | temporada         | Liga                       | Liga  | Liga | Copa nacional | Copa nacional | Continental | Continental | Outros | Outros | Total | Total |
| Clube                    | temporada         | Divisão                    | Jogos | Gols | Jogos         | Gols          | Jogos       | Gols        | Jogos  | Gols   | Jogos | Gols  |
| ------------------------ | ----------------- | -------------------------- | ----- | ---- | ------------- | ------------- | ----------- | ----------- | ------ | ------ | ----- | ----- |
| Atlético Mineiro         | 2010              | Série A                    | 11    | 0    | —             | —             | 2           | 0           | —      | —      | 13    | 0     |
| Palermo                  | 2010–11           | Serie A                    | 1     | 0    | —             | —             | 3           | 0           | —      | —      | 4     | 0     |
| Vitória Guimarães (loan) | 2010–11           | Primeira Liga              | 6     | 0    | 1             | 0             | —           | —           | —      | —      | 7     | 0     |
| Peñarol (loan)           | 2011–12           | Uruguayan Primera División | 15    | 6    | —             | —             | 8           | 1           | —      | —      | 23    | 7     |
| Santos                   | 2012              | Série A                    | 10    | 0    | —             | —             | —           | —           | —      | —      | 10    | 0     |
| Estoril                  | 2013–14           | Primeira Liga              | 25    | 8    | 3             | 0             | 10          | 0           | 3      | 1      | 41    | 9     |
| Estoril                  | 2014–15           | Primeira Liga              | 3     | 1    | —             | —             | —           | —           | —      | —      | 3     | 1     |
| Estoril                  | Total             | Total                      | 28    | 9    | 3             | 0             | 10          | 0           | 3      | 1      | 44    | 10    |
| Cagliari                 | 2014–15           | Serie A                    | 29    | 5    | 1             | 0             | —           | —           | —      | —      | 30    | 5     |
| Cagliari                 | 2015–16           | Serie B                    | 38    | 13   | 3             | 0             | —           | —           | —      | —      | 41    | 13    |
| Cagliari                 | 2016–17           | Serie A                    | 22    | 7    | 0             | 0             | —           | —           | —      | —      | 22    | 7     |
| Cagliari                 | 2017–18           | Serie A                    | 22    | 5    | 2             | 1             | —           | —           | —      | —      | 24    | 6     |
| Cagliari                 | 2018–19           | Serie A                    | 34    | 7    | 2             | 0             | —           | —           | —      | —      | 36    | 7     |
| Cagliari                 | 2019–20           | Serie A                    | 36    | 18   | 3             | 1             | —           | —           | —      | —      | 39    | 19    |
| Cagliari                 | 2020–21           | Serie A                    | 37    | 16   | 3             | 0             | —           | —           | —      | —      | 40    | 16    |
| Cagliari                 | 2021–22           | Serie A                    | 37    | 13   | 2             | 0             | —           | —           | —      | —      | 39    | 13    |
| Cagliari                 | Total             | Total                      | 255   | 84   | 16            | 2             | —           | —           | —      | —      | 271   | 86    |
| Fenerbahçe               | 2022–23           | Süper Lig                  | 20    | 4    | 1             | 0             | 7           | 1           | —      | —      | 28    | 5     |
| Grêmio                   | 2023              | Série A                    | 14    | 0    | 1             | 0             | —           | —           | —      | —      | 15    | 0     |
| Grêmio                   | 2024              | Série A                    | 9     | 0    | 1             | 0             | 4           | 0           | 14     | 3      | 28    | 3     |
| Grêmio                   | Total             | Total                      | 23    | 0    | 2             | 0             | 4           | 0           | 14     | 3      | 43    | 3     |
| Total na carreira        | Total na carreira | Total na carreira          | 377   | 103  | 23            | 2             | 34          | 1           | 17     | 4      | 431   | 110   |

## Títulos
Santos
- Recopa Sul-Americana: 2012

Cagliari
- Serie B: 2015–16[38]

Fenerbahçe
- Copa da Turquia: 2022–23

Grêmio
- Campeonato Gaúcho: 2024